# Get Down Grand Funk
«Зійди, Grand Funk» (англ. Get Down Grand Funk) — документальна стрічка про американський рок-гурт Grand Funk Railroad.
На початку 1970 року Баррі Махон, як режисер, що організує шоу знаменитостей у парку розваг «Піратський світ» («Pirates World»), зняв своєю єдиною камерою виступ рок-гурту Grand Funk Railroad в театрі «Pirates World Amusement Park» у місті Данія, штат Флорида. З огляду на обмежений у кількості ракурсів відеоматеріал, він заповнив відеоряд фотографіями виконавців та деякими психоделічними малюнками. Баррі Махон створив також психоделічний вступ до фільму.
«Pirates World» був тематичним парком, який припинив своє існування після відкриття Дісней Ворлд в Орландо. Проте на час зйомок фільму це було місце проведення концертів рок-музики, де виступали такі відомі виконавці, як Led Zeppelin (1969), Black Sabbath (1971), The Doors (1972), Френк Заппа (1973) та інші. Баррі Махон знімав стрічку «Get Down Grand Funk» 16 січня 1970 року, але деякі сцени фільмувались наступного дня, бо гурт відіграв концертну програму на Pirates World ще й 17 січня.
Без дозволу Grand Funk та їх продюсера Террі Найта Баррі Махон додав знятий відеоматеріал до оригінального фільму 1967 року «Mondo Daytona» і перейменував його у 1970 році на «Weekend Rebellion». У комплекті до обох цих низькобюджетних фільмів йшов промо-постер, де композиції «Into The Sun» та «Paranoid» помилково були вказані, як «On Time» та «Paranoia» відповідно. Надалі перша з пісень увійшла до альбому On Time, що його випустив гурт Grand Funk, друга — до їх «Червоного альбому».
У роки славного возз'єднання Grand Funk Railroad (насправді, це сталося в 1997 році) фільм ще раз перейменували, й він вийшов на ринок у VHS-форматі як «Get Down Grand Funk» з причин, які досі лишаються непоясненими.